# Maximilien De Haese
Pour les articles homonymes, voir Haese.

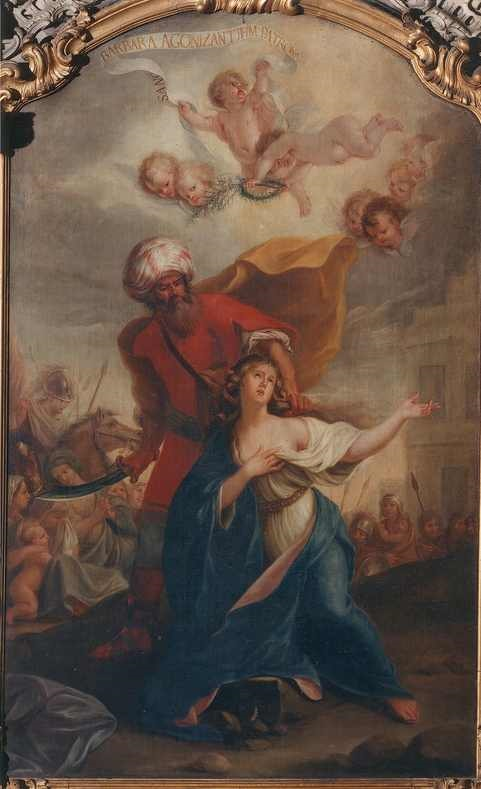
Martyre de H. Barbara

Maximilien De Haese (ou De Hase), né le 13 décembre 1713 à Bruxelles et mort dans sa ville natale le 24 mai 1781, est un peintre de sujets religieux, d'histoire et de portraits du XVIIIe siècle de l'École flamande.

## Biographie
Maximilien est le fils de Gabriel (né en 1674) et de Catherine van Orley (1673-1731), fille de Pieter van Orley. 
Élève de son oncle Jean van Orley, il est inscrit à la corporation des peintres de Bruxelles, reçu maître en 1726-1727 et nommé plus tard, peintre de Marie Thérèse. Il séjourne à Rome entre 1738 ou 39 et 1748, où il est membre de l'Académie de Saint-Luc. Il épouse à Bruxelles le 16 décembre 1747 Catherine Thérèse t'Serstevens (1729-1795) laquelle lui donne plusieurs enfants, dont Jean-Baptiste De Hase (1753-1833), artiste peintre comme son père.
Il travaille beaucoup pour les églises et couvents de Bruxelles et du Brabant et reçoit de nombreuses commandes de Marie-Thérèse.
Il participe à la série des dix-huit grands tableaux commandés à plusieurs artistes à l'occasion du millénaire de Saint Rombaut en 1775. Denis Coekelberghs (docteur en Histoire de l’Art né en 1940)[réf. souhaitée], constate que cet artiste est suiveur de Rubens dans ses compositions et dans le style des personnages, et innovant déjà vers une tendance néo-classique simplifiée.
Maximilien est aussi l'auteur de cartons de tapisserie. Il est l'unique et dernier héritier connu de ses oncles Jean van Orley et Richard II van Orley. Ainsi s'arrête une dynastie d'hommes et d'artistes célèbres de la famille van Orley.

## Œuvres

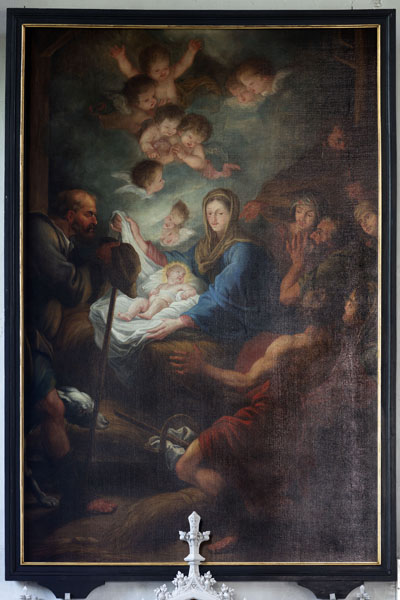
Adoration des bergers (Lennik-Saint-Quentin
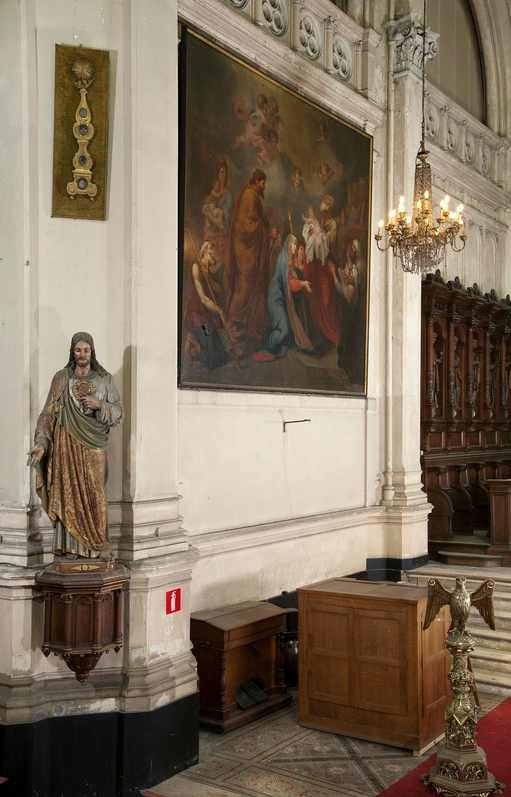
Présentation de Jésus au temple
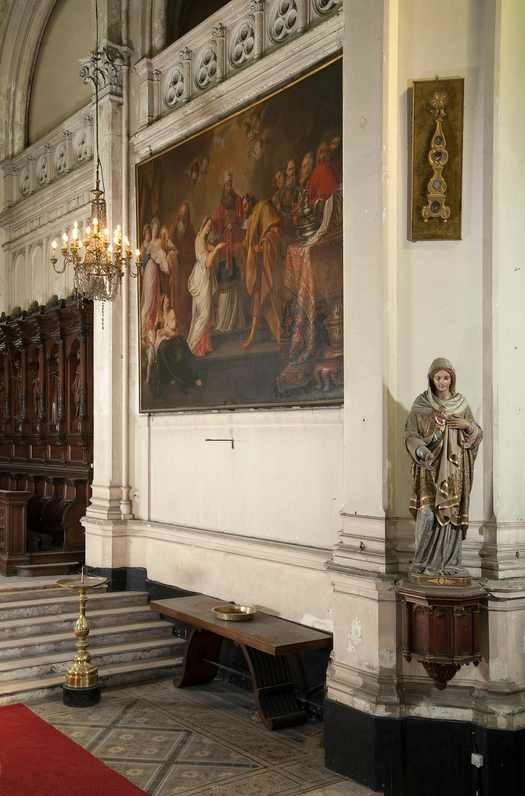
Mariage de Marie et de Joseph
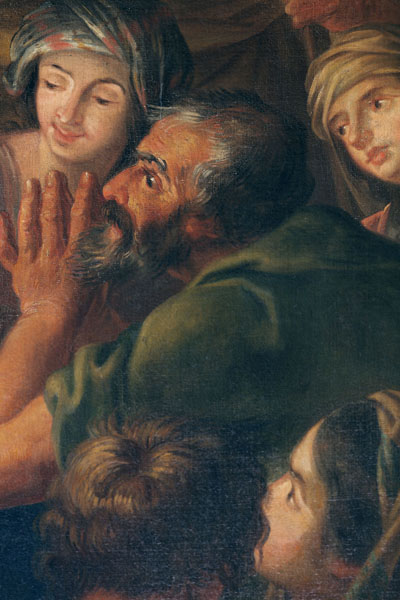
Adoration des bergers (detail)